# Відкриття (фільм)
«Відкриття» (англ. The Discovery) — британо-американський романтичний науково-фантастичний фільм 2017 року режисера Чарлі Мак-Давелла, знятий за власним сценарієм, написаним у співавторстві з Джастіном Ледером, з Руні Марою, Джейсоном Сіґелем, Робертом Редфордом, Джессі Племенсом, Райлі Кіо та Роном Кенадою у головних ролях.
Світова прем'єра стрічки відбулась 20 січня 2017 року на кінофестивалі «Санданс». 31 березня 2017 року фільм вийшов на платформі Netflix.

## Сюжет
Журналіст (Мері Стінберген) ставить питання Томасу Гарбору (Роберт Редфорд), науковцю, який довів існування життя після смерті та автору відкриття, що призвело до надзвичайно високого рівня самогубств. Він відкидає свою відповідальність за збільшення суїцидів. Безпосередньо після його відповіді одна людина зі знімальної групи вбиває себе в прямому ефірі.
На дворіччя відкриття син Гарбора, Вілл (Джейсон Сіґел), їде на поромі, де знайомиться з Айлою (Руні Мара). Вони ведуть розмову та Вілл зазначає, що Айла виглядає дуже знайомою. Він каже, що засмучений тим, що люди продовжують вбивати себе, тоді як Айла вважає це простим виходом. Вілл також ділиться спогадами про бачене під час перебування мертвим протягом хвилини.
Вілла везе його брат Тобі (Джессі Племонс) до їхнього ізольованого маєтку, де батько побудував новий пристрій. Вілл зазначає, що люди працюють на нього, а Тобі каже, що всі вони намагалися вчинити самогубство. Вони входять до кімнати, де Вілл зустрічає Лейсі (Райлі Кіо) та Купера (Рон Кенада), і бачить, як прив'язаного до машини батько вбивають й оживляють. Вілл звинувачує його в збільшенні випадків суїцидів.
Пізніше Вілл бачить Айлу на пляжі, коли вона заходить у воду з рюкзаком сповненим гантелями. Він ледь рятує її. Вілл приводить її в маєток. Томас повідомляє, що винайшов машину, яка може записувати те, що мертві люди бачать у потойбіччі. Для підтвердження вони викрадають труп Пата Філліпса (Пол Белфоль) з моргу.
Вілл зізнається Айлі, що його мати вчинила самогубство, коли він був маленьким. Наступного дня вони намагаються записати потойбічне життя. Після невдалої спроби Вілл відкладає шматок проводки з машини, де була показана поїздка Пата Філліпса до лікарні, відвідування когось і сутичка з жінкою. Вілл знаходить цю лікарню, але виявляє, що передпокій із відеозапису був реконструйований десять років до цього.
Під час зустрічі Томас сперечається з Лейсі через різницю поглядів щодо необхідності розповіді про вихід пристрою з ладу. Вілл говорить Айлі, що пристрій записує пам'ять, а не потойбічне життя. У лікарні вони знаходять файл батька Пата Філліпса, який помер у лікарні.
Айла помічає, що на записі з лікарні у чоловіка та Пата різні татуювання. Вілл відводить її на пляж, де вона розповідає про сина, який помер. Жінка з відеозапису виявилась сестрою Пата, Джаніс. Від неї вони дізнаються, що Пат залишив її з їхнім батьком, який помирав, і зовсім не допомагав.
Айла та Вілл зближаються. Вони бачать мертвого Томаса, прикутого до пристрою. Двоє помічають, що він бачив, коли дружина вбила себе, окрім моменту зупинки її Томасом. Вони оживляють Томаса, який приходить до висновку, що загробне життя — це альтернативна версія їхнього теперішнього життя, тільки з іншим вибором. Вони погоджуються знищити машину, щоб уникнути мільйонів самогубств серед охочих поліпшити своє життя. Томас готується до промови, яку перериває Лейсі, що стріляє в Айлу. Жінка помирає в обіймах Вілла.
Глибоко засмучений Вілл вирішує скоритатися машиною, пока вона ще не знищена. Він опиняється на поромі, де знову зустрічає Айлу, яка заявляє, що це пам'ять. Виявляється, що Вілл живе в петлі пам'яті, намагаючись запобігти її загибелі, запуск циклу щоразу відбувається на поромі. Айла каже, що він її врятував і вони разом будуть рухатися далі. Хоча Тобі та Томас намагаються відродити Вілла, він помирає, пообіцявши Айлі пам'ятати її.
Вілл стоїть на пляжі, де він бачить маленького хлопчика, він виводить його з води. Підходить його мати, Айла, та дякує Віллу. Вони не впізнають один одного. Вона йде, Вілл починає згадувати, хто ця жінка, він повільно зупиняється й озирається назад.

## У ролях
| Актор           | Роль         |
| --------------- | ------------ |
| Руні Мара       | Айла         |
| Джейсон Сіґел   | Вілл Гарбор  |
| Джессі Племенс  | Тобі Гарбор  |
| Райлі Кіо       | Лейсі        |
| Роберт Редфорд  | Томас Гарбор |
| Рон Кенада      | Купер        |
| Мері Стінберген | журналіст    |

## Виробництво
У жовтні 2015 року стало відомо, що Руні Мара та Ніколас Голт отримали ролі у фільмі режисера Чарлі Мак-Давелла за його сценарієм, створеним у співавторстві з Джастіном Ледером. Алекс Орловський і Джеймс Д. Стерн отримали місце продюсерів від компаній Verisimilitude й Endgame Entertainment відповідно. У березні 2016 року до акторського складу приєдналися Роберт Редфорд і Джейсон Сіґел, Сіґел замінив Голта, який вибув з проєкту через розбіжності графіків. Того ж місяця ролі отримали Райлі Кіо та Джессі Племонс. Денні Бенсі та Сондер Юрріаанс стали композиторами фільму.
Основне знімання розпочали 28 березня 2016 року в Ньюпорті. Виробництво було завершено 1 травня 2016 року.
Зовнішні сцени маєтку знімалися у Сів'ю Террас, також відомому як маєток Кері. Цей будинок раніше використовувався як екстер'єр Коллінвудського маєтку в мильній опері «Темні тіні» 1960-х років.

## Випуск
У червні 2016 року компанія Netflix придбала міжнародні права на розповсюдження фільму з запланованим випуском на 2017 рік. Світова прем'єра стрічки відбулась на кінофестивалі «Санденс» 20 січня 2017 року. Фільм вийшов на платформі Netflix 31 березня 2017 року.

## Сприйняття
Фільм отримав неоднозначні відгуки від кінокритиків. Рейтинг стрічки на Rotten Tomatoes становить 46 % на основі 57 оглядів із середньою оцінкою 5,6 / 10. На Metacritic рейтинг кінокартини складає 55 зі 100 на основі 18 відгуків критиків, що вказує на «змішані чи середні відгуки».
Денніс Гарві з «Вараєті» негативно відгукнувся про фільм, сказавши, «Хоча „Відкриття“ почалося з чудового задуму, його загадка розсіюється доволі хиткими діями, оскільки концепція в кінцевому підсумку рухається в напрямку, який ми бачили багато разів раніше». Гарві критикував хімічний зв'язок між Сіґелем і Марою.